# Pragobanka Cup 1995
Pragobanka Cup se odehrál od 31. srpna – 3. září 1995 ve Zlíně. Zúčastnila se čtyři reprezentační mužstva, která se utkala jednokolovým systémem každý s každým.

## Výsledky a tabulka
|    |           | CZE   | SWE     | SLO       | RUS   | V | R | P | Skóre | B |
| 1. | Česko     | Česko | 1:3     | 8:2       | 4:1   | 2 | 0 | 1 | 13:6  | 4 |
| 2. | Švédsko   | 3:1   | Švédsko | 3:5       | 4:1   | 2 | 0 | 1 | 10:7  | 4 |
| 3. | Slovensko | 2:8   | 5:3     | Slovensko | 5:2   | 2 | 0 | 1 | 12:13 | 4 |
| 4. | Rusko     | 1:4   | 1:4     | 2:5       | Rusko | 0 | 0 | 3 | 4:13  | 0 |

## Statistiky

### Nejlepší hráči
| Pozice  | Hráč             |
| ------- | ---------------- |
| Brankář | Roman Čechmánek  |
| Obránce | Per Gustafsson   |
| Útočník | Martin Procházka |

### All-Star Tým
| Pozice  | Hráč             |
| ------- | ---------------- |
| Brankář | Roman Čechmánek  |
| Obránce | Per Gustafsson   |
| Obránce | Jiří Vykoukal    |
| Útočník | Martin Procházka |
| Útočník | Pavel Patera     |
| Útočník | Peter Bondra     |